# Ukrajina na Letních olympijských hrách 1996
Ukrajina na Letních olympijských hrách 1996 v Atlantě reprezentovalo 231 sportovců, z toho 146 mužů a 85 žen. Nejmladším účastníkem byla Olha Teslenko (15 let, 60 dní), nejstarší pak Hryhoriy Dmytrenko (51 let, 22 dní) . Reprezentanti vybojovali 23 medailí, z toho 9 zlaté, 2 stříbrných a 12 bronzových.

## Medailisté
| Medaile | Jméno | Sport                | Disciplína                     |
| ------- | --- | -------------------- | ------------------------------ |
| Zlato   | Lilia Podkopajevová                                                                                                  | Sportovní gymnastika | Ženy víceboj                   |
| Zlato   | Lilia Podkopajevová                                                                                                  | Sportovní gymnastika | Ženy prostná                   |
| Zlato   | Tymur Tajmazov | Vzpírání             | Muži do 108 kg                 |
| Zlato   | Rustam Šaripov | Sportovní gymnastika | Muži bradla                    |
| Zlato   | Yevhen Braslavets Ihor Matvienko                                                                                     | Jachting             | Muži třída 470                 |
| Zlato   | Vladimir Kličko | Box                  | Muži váha supertěžká nad 91 kg |
| Zlato   | Inessa Kravecová | Atletika             | Ženy trojskok                  |
| Zlato   | Vjačeslav Olijnyk | Zápas                | Muži řecko-římský do 90 kg     |
| Zlato   | Kateryna Serebrjanska                                                                                                | Moderní gymnastika   | Ženy víceboj                   |
| Stříbro | Světlana Mazijová Dina Myftachutdinovová Inna Frolovová Olena Ronžynová                                              | Veslování            | Ženy párová čtyřka             |
| Stříbro | Lilia Podkopajevová                                                                                                  | Sportovní gymnastika | Ženy kladina                   |
| Bronz   | Inga Babakovová | Atletika             | Ženy skok vysoký               |
| Bronz   | Oleksandr Bahač | Atletika             | Muži vrh koulí                 |
| Bronz   | Denys Hotfrid | Vzpírání             | Muži do 99 kg                  |
| Bronz   | Andrij Kalašnikov | Zápas                | Muži řecko-římský do 52 kg     |
| Bronz   | Oleh Kiriukhin | Box                  | Muži váha lehká muší do 49 kg  |
| Bronz   | Alexej Krikun | Atletika             | Muži hod kladivem              |
| Bronz   | Jelena Sadovnikovová                                                                                                 | Lukostřelba          | Ženy jednotlivkyně             |
| Bronz   | Ruslana Taran Olena Pakholchyk                                                                                       | Jachting             | Ženy třída 470                 |
| Bronz   | Elbrus Tedejev | Zápas                | Muži, volný styl do 62 kg      |
| Bronz   | Zaza Zozirovi | Zápas                | Muži volný styl do 68 kg       |
| Bronz   | Jelena Vitričenko | Moderní gymnastika   | Ženy víceboj                   |
| Bronz   | Ihor Korobčynskyj Oleh Kosjak Hrihorij Misjutin Volodimir Šamenko Rustam Šaripov Oleksandr Svitlyčnyj Jurij Jermakov | Sportovní gymnastika | Družstvo mužů                  |